# Liste der Bodendenkmale in Delmenhorst
In der Liste der Bodendenkmale in Delmenhorst sind die Bodendenkmale der niedersächsischen kreisfreien Stadt Delmenhorst aufgeführt. Die Quelle ist der Denkmalatlas Niedersachsen.
- Bitte beachten Sie, dass diese Liste keinen Anspruch auf Vollständigkeit erhebt.
- Die Angaben ersetzen nicht die rechtsverbindliche Auskunft der zuständigen Denkmalschutzbehörde.
- Es sind nur Daten aus dem Denkmalatlas verarbeitet.
- Der Stand der Liste ist der 13. April 2025.

Delmenhorst

## Allgemein
In den Spalten finden sich folgende Informationen des Bodendenkmales:
| Lage         | geographische Koordinaten                                                           |
| Bezeichnung  | Bezeichnung lt. Denkmalatlas                                                        |
| Beschreibung | Beschreibung lt. Denkmalatlas                                                       |
| ID           | Objekt-ID                                                                           |
| Bild         | Bild, ggf. zusätzlich mit Link zu weiteren Fotos im Medienarchiv Wikimedia Commons. |

## Delmenhorst
| Lage                       | Bezeichnung         | Beschreibung | ID       | Bild |
| -------------------------- | ------------------- | --- | -------- | ---- |
| 53° 2′ 43″ N, 8° 37′ 37″ O | Delmenhorst 1, Burg | Die Burginsel ist heute als nahezu runde Anlage mit einem Durchmesser von max. 160 m zu erkennen. In ihrem Südwesten sind noch mit Rasen bedeckte Schuttkegel von bis zu 3 m Höhe im Gelände sichtbar. Die innere Anlage ist von einem zweifach gestaffelten Grabensystem umgeben. Durch den äußeren Ringgraben fließt heute die Delme. Die Gestalt der ursprünglichen Niederungsburg ist unbekannt. | 28967459 |      |